# 北町 (福島市)
北町（きたまち）は、福島県福島市の町名。丁番を持たない単独町名である。郵便番号は960-8102。

## 地理
市の本庁所管にあたる中央東地域に属する。福島市中心市街地の南東部に位置する。東西は市道舟場町山下町線から市道舟場町1号線にかけての約300m、南北は福島市道舟場町1号線から福島市道仲間町4号線にかけての約200mの範囲を町域とする。北で仲間町、北東で豊田町、東と南で舟場町、西で上町、北西で宮町と隣接する。上町に所在する 福島警察署及び天神町に所在する福島消防署のそれぞれ管轄にあたる。

## 歴史
江戸時代以前の福島城下町の8町のうちの一つであり、江戸時代は北町と南町に分かれ、後に両町を合わせ北南町と呼ばれていたが、明治時代に喜多町、北町と町名が変遷し現在に至る。奥州街道の宿場として旅籠や木賃宿で賑わっていた地域であり、1689年の春に現在の松北園茶舗のあたりにあった宿に松尾芭蕉が弟子の曾良と共に宿泊したと言われている。また、1868年に発生した世良修蔵暗殺事件の舞台も当町にあたり、彼の宿泊していた金沢屋が現在の国道4号北町交差点のあたり、尋問が行われた客自軒が現在の福島日産自動車本社の北側にあたる。客自軒は明治時代に所有者が変わり、河野広中の命名により紅葉館と名称を変えたのち1986年に廃業、解体されるまで下宿として用いられ、現在は福島市民家園に移築されている。1966年に国道4号北町バイパスが町内を南北に貫く形で開通し現在に至る。

## 世帯数と人口
2020年（令和2年）12月31日現在の世帯数と人口は以下の通りである。
| 町丁 | 世帯数 | 人口  |
| ---- | ------ | ----- |
| 北町 | 73世帯 | 152人 |

## 交通

### 鉄道
- 町域内に現在鉄道施設はない。最寄り駅はJR東北本線福島駅。

### 道路
- 国道4号北町バイパス
- 福島市道栄町舟場町線 テルサ通り・旧電車通り（奥州街道（旧々国道4号））

### バス
舟場町バス停（下り）
- 福島交通一般路線バス

## 施設
- 福島日産自動車本社・BIG20
- 明治病院
- 福島寿光会病院

## ゆかりの人物
- 北町一郎（小説家） - 学生時代に居住